# Image de soi

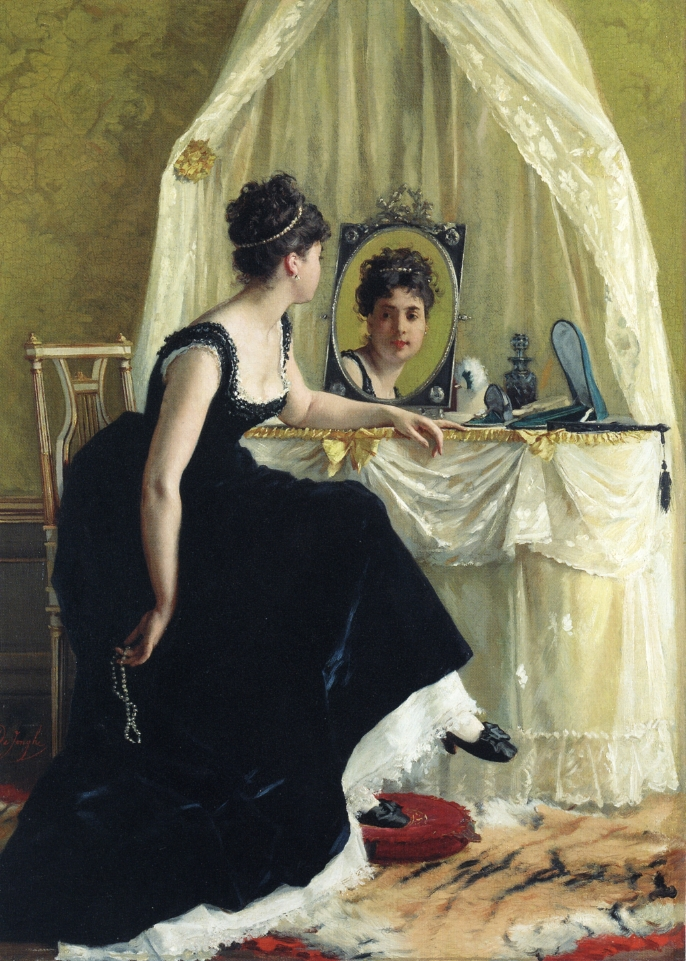
La Vanité de Gustave Léonard de Jonghe, XIXe siècle.

L'image de soi d'une personne est une image mentale, généralement peu résistante à un changement, décrivant la personnalité physique et psychologique (poids, taille, couleur des cheveux, de peau , genre, orientation  sexuelle , quotient intellectuel, etc.), image que la personne se forge autant par elle-même qu'au travers du regard des autres.

## Image de soi orientée
Une image de soi négative peut être le résultat de critiques accumulées qu'un individu a subi durant son enfance, ce qui a conduit à endommager son propre point de vue. Les enfants en particulier sont vulnérables aux jugements de figures autoritaires. Une personne ayant subi des critiques durant l’enfance et l’adolescence sera plus susceptible de complexer vis-à-vis des autres ou à l’image qu’on se fait d’eux.
Une image de soi positive est également le résultat de l'environnement dans lequel un individu grandit, des stimuli auxquels il est soumis.
En fait l'image qu'on a de soi ne sort jamais de nulle part.

## Victimisation
Des victimes d'abus et de manipulation se donnent souvent une image de victimisation. Le profil psychologique de la victimisation inclut de grands sentiments de désespoir, de passivité, de pertes de contrôle, de pessimisme, de pensées négatives, de forts sentiments de culpabilité, de honte, d'autocritique et de dépression